# Saison 5 de X-Files : Aux frontières du réel
Chronologie
Saison 4 The X-Files, le film
Cet article présente le guide des épisodes de la cinquième saison de la série télévisée américaine X-Files : Aux frontières du réel.

## Distribution

### Acteurs principaux
- David Duchovny (VF : Georges Caudron) : l'agent spécial Fox Mulder
- Gillian Anderson (VF : Caroline Beaune) : l'agent spécial Dana Scully

### Acteurs récurrents
- Mitch Pileggi (VF : Jacques Albaret) : le directeur-adjoint Walter Skinner (8 épisodes)
- Tom Braidwood : Melvin Frohike (6 épisodes)
- Dean Haglund : Richard Langly (5 épisodes)
- Bruce Harwood : John Fitzgerald Byers (5 épisodes)
- William B. Davis (VF : Jacques Brunet) : l'homme à la cigarette (4 épisodes)
- Nicholas Lea : Alex Krycek (3 épisodes)
- Chris Owens : Jeffrey Spender (3 épisodes)
- Don S. Williams : le premier aîné (First Elder en VO) (3 épisodes)
- John Neville : l'homme bien manucuré (3 épisodes)
- John Moore : le troisième aîné (3 épisodes)
- Laurie Holden : Marita Covarrubias (2 épisodes)
- Veronica Cartwright : Cassandra Spender (2 épisodes)
- Sheila Larken : Margaret Scully (3 épisodes)
- Pat Skipper : William « Bill » Scully Jr. (3 épisodes)
- John Finn : Michael Kritschgau (2 épisodes)
- George Murdock : le second aîné (2 épisodes)
- Charles Cioffi : Scott Blevins (2 épisodes)

## Commentaires
- Cette saison 5 débute de manière difficile, laissant augurer que le service des affaires non classées est voué à disparaître. Dans le premier épisode, l’agent Mulder est en effet présenté comme mort. Scully, sa partenaire, est pour sa part mourante : son cancer a atteint un stade avancé. Aussi, on voit mal comment les affaires non classées ne mourraient pas elles aussi.

- Mais « tous les mensonges mènent à la vérité », comme l’explique le générique de l’épisode Le complot. Cette vérité va aider les deux héros à survivre, mais si Scully obtient une rémission à sa maladie, Mulder est, lui, de plus en plus en proie au doute et à l’envie d’abandonner. Le double épisode Patient X voit Mulder se montrer de plus en plus dubitatif sur l'existence des extra-terrestres, alors que sa partenaire semble à l’inverse, davantage prête à croire. L’attitude de Mulder dans ce double épisode fait écho à l’épisode 23 de la saison 4 (Crime de mémoire) où Mulder finit par risquer sa vie à force de lutter contre ses démons et de rechercher la vérité sur sa sœur.

- Scully est elle aussi en forte connexion avec son passé (son enlèvement, sa maladie, la mort de sa sœur Melissa, …) et c’est avec la rencontre d’une petite fille, Emily Sim, qu’elle trouve un certain salut (épisode double 'Emily').

- L’agent Jeffrey Spender prend pour sa part davantage d’importance au sein des épisodes, ce qui renforce sa rivalité avec Mulder. Cette rivalité professionnelle est augmentée par la relation que sa mère, Cassandra Spender, noue avec les agents Scully et Mulder.

- La saison 5 apporte également un éclairage sur la genèse du trio Langly, Byers, Frohike (épisode Les Bandits solitaires) et sur le rôle du père de Fox Mulder au sein des prémices des affaires non classées (Compagnons de route).

- Dans cette saison, le tueur par autosuggestion Robert Patrick Modell (saison 3) fait également sa réapparition (Kitsunegari). La saison 5 met également en avant Stephen King (coscénariste de l’épisode La Poupée), William Gibson et Tom Maddox (scénaristes de l'épisode Clic mortel) . Parmi les autres thèmes forts évoqués dans cette saison : les armes biologiques, l’intelligence artificielle, le vampirisme et les mystères de la foi.

- La saison 5 se termine elle aussi sur une grande incertitude, avec l’épisode nommé La Fin. L’agent spécial Diana Fowley (incarné par l’actrice Mimi Rogers) fait son apparition et on s’interroge sur les relations ambiguës qu’elle entretient avec Mulder d’une part, et avec leur hiérarchie d’autre part.

- À l’issue de cet épisode, deux possibilités de lecture s’offrent aux spectateurs. Soit passer à la saison 6, soit regarder entre deux le film X-Files Combattre le futur. Celui-ci s’intègre idéalement entre les 2 saisons. Ce film explique partiellement l’absence (pour tournage) de David Duchovny ou de Gillian Anderson dans certains épisodes de la saison 5. Il explique également la plus courte durée de la saison : 20 épisodes, contre 24 pour la saison 4.

## Épisodes

### Épisode 1:Le Complot
- États-Unis : 2 novembre 1997 sur FOX
- France : 10 septembre 1998 sur M6

- États-Unis : 27,34 millions de téléspectateurs (première diffusion)

- Mitch Pileggi : Walter Skinner
- William B. Davis : l'homme à la cigarette
- Charles Cioffi : Scott Blevins
- John Finn : Michael Kritschgau
- Don S. Williams : le premier aîné
- Tom Braidwood : Melvin Frohike
- Dean Haglund : Richard Langly
- Bruce Harwood : John Fitzgerald Byers

### Épisode 2:La Voie de la vérité
- États-Unis : 9 novembre 1997 sur FOX
- France : 10 septembre 1998 sur M6

- États-Unis : 24,84 millions de téléspectateurs (première diffusion)

- Mitch Pileggi : Walter Skinner
- William B. Davis : l'homme à la cigarette
- Don S. Williams : le premier aîné
- Tom Braidwood : Melvin Frohike
- Dean Haglund : Richard Langly
- Bruce Harwood : John Fitzgerald Byers
- Charles Cioffi : Scott Blevins
- Sheila Larken : Margaret Scully
- Pat Skipper : William « Bill » Scully Jr.
- Megan Leitch (Samantha Mulder)
- John Finn : Michael Kritschgau

### Épisode 3:Les Bandits solitaires
- États-Unis : 16 novembre 1997 sur FOX
- France : 8 novembre 1998 sur M6

- États-Unis : 21,72 millions de téléspectateurs (première diffusion)

- Tom Braidwood : Melvin Frohike
- Dean Haglund : Richard Langly
- Bruce Harwood : John Fitzgerald Byers
- Richard Belzer : l'inspecteur Munch
- Signy Coleman : Susanne Modeski
- Steven Williams : Monsieur X

- Bien qu’elle soit créditée au générique, c’est la seconde fois que Scully n'apparaît pas dans un épisode.
- Le titre original fait référence au film Usual Suspects (1995).

### Épisode 4:Détour
- États-Unis : 23 novembre 1997 sur FOX
- France : 17 novembre 1998 sur M6

- États-Unis : 22,88 millions de téléspectateurs (première diffusion)

- Colleen Flynn : Michele Fazekas
- J.C. Wendel : l'agent Stonecypher
- Scott Burkholder : l'agent Kinsley
- Merrylinn Gann : Mme Asekoff
- Anthony Rapp : Jeff Glaser
- Alf Humphreys : Michael Asekoff

### Épisode 5:Prométhée post-moderne
- États-Unis : 30 novembre 1997 sur FOX
- France : 17 novembre 1998 sur M6

- États-Unis : 18,68 millions de téléspectateurs (première diffusion)

- John O'Hurley : Dr. Polidori
- Pattie Tierce : Shainey Berkowitz
- Stewart Gale : Izzie Berkowitz
- Chris Giacoletti : Booger
- Chris Owens : le « Grand Mutato »

- Entièrement en noir et blanc, cet épisode parodie Frankenstein ou le Prométhée moderne.
- L'épisode est également un clin d'œil au film Mask, dans lequel joue la chanteuse Cher.
- Le « Grand Mutato » est joué par Chris Owens, qui interprète également l'homme à la cigarette jeune et l'agent Jeffrey Spender.

### Épisode 6:Emily,1repartie
- États-Unis : 7 décembre 1997 sur FOX
- France : 24 septembre 1998 sur M6

- États-Unis : 20,91 millions de téléspectateurs (première diffusion)

- Sheila Larken : Margaret Scully
- Melinda McGraw : Melissa Scully
- Pat Skipper : William « Bill » Scully Jr.
- Karri Turner : Tara Scully
- John Pyper-Ferguson : l'inspecteur Kresge
- Gerard Plunkett : Dr. Calderon
- Lauren Diewold : Emily Sim

### Épisode 7:Emily,2epartie
- États-Unis : 14 décembre 1997 sur FOX
- France : 24 septembre 1998 sur M6

- États-Unis : 20,94 millions de téléspectateurs (première diffusion)

- Sheila Larken : Margaret Scully
- Melinda McGraw : Melissa Scully
- Pat Skipper : William « Bill » Scully Jr.
- Karri Turner : Tara Scully
- John Pyper-Ferguson : l'inspecteur Kresge
- Gerard Plunkett : Dr. Calderon
- Lauren Diewold : Emily Sim
- Tom Braidwood : Melvin Frohike
- Bob Morrisey : Dr. Vinet
- Patricia Dahlquist : Susan Chambliss

- Duranr l'audience de Mulder, le juge parle d'un certain "Michael Chrichton", qui n'est autre que l'auteur de Jurassic Park.

### Épisode 8:Kitsunegari
- États-Unis : 4 janvier 1998 sur FOX
- France : 1er octobre 1998 sur M6

- États-Unis : 19,75 millions de téléspectateurs (première diffusion)

- Mitch Pileggi : Walter Skinner
- Diana Scarwid : Linda Bowman
- Colleen Winton : la thérapeute
- Robert Wisden : Robert Patrick Modell

- Robert Patrick Modell était déjà présent dans l'épisode Autosuggestion de la saison 3.
- « Kitsunegari » ou « Tuer le Renard » est une allusion à Fox Mulder (Renard = Fox).
- On apprend par ailleurs le prénom de la mère de Fox : Teena.

### Épisode 9:Schizogonie
- États-Unis : 11 janvier 1998 sur FOX
- France : 1er octobre 1998 sur M6

- États-Unis : 21,37 millions de téléspectateurs (première diffusion)

- Chad Lindberg : Bobbie Rich
- Sarah-Jane Redmond : Karin Matthews
- Katharine Isabelle : Lisa Baiocchi
- Bob Dawson : Phil Rich
- Cynde Harmon : Patti Rich

### Épisode 10:La Poupée
- États-Unis : 8 février 1998 sur FOX
- France : octobre 1998 sur M6

- États-Unis : 21,33 millions de téléspectateurs (première diffusion)

- William MacDonald : Buddy Riggs
- Susannah Hoffman : Melissa Turner
- Larry Musser : Jack Bonsaint
- Dean Wray : Rich Turner
- Gordon Tipple : l'assistant Manager
- Harrison Coe : Dave le boucher
- Henry Beckman : le pêcheur

- Le coscénariste de l'épisode est le célèbre écrivain de romans fantastiques Stephen King.
- Mulder et Scully changent de points de vue dans cet épisode, Mulder cherche les faits scientifiques, tandis que Scully évoque le surnaturel.

### Épisode 11:Clic mortel
- États-Unis : 15 février 1998 sur FOX
- France : 8 octobre 1998 sur M6

- États-Unis : 18,04 millions de téléspectateurs (première diffusion)

- Tom Braidwood : Melvin Frohike
- Dean Haglund : Richard Langly
- Bruce Harwood : John Fitzgerald Byers
- Peter Williams : Jackson
- Kristin Lehman : Esther Nairn
- Kate Luyben : Nancy

### Épisode 12:Le shérif a les dents longues
- États-Unis : 22 février 1998 sur FOX
- France : 29 octobre 1998 sur M6

- États-Unis : 19,25 millions de téléspectateurs (première diffusion)

- Mitch Pileggi : Walter Skinner
- Patrick Renna : Ronnie Strickland
- Luke Wilson : le shérif Hartwell
- Forbes Angus : le directeur du funérarium
- Brent Bunt : le coroner
- Marion Killinger : le détective

- On peut noter une allusion à l'épisode El chupacabra de la saison 4.
- C'est la seconde allusion aux vampires, après Les Vampires (saison 2).
- Épisode qui joue sur les caractères des personnages : on voit successivement la version de Scully puis celle de Mulder, ce qui révèle la vision que chacun a de l'autre.

### Épisode 13:Patient X,1repartie
- États-Unis : 1er mars 1998 sur FOX
- France : 15 octobre 1998 sur M6

- États-Unis : 20,21 millions de téléspectateurs (première diffusion)

- Nicholas Lea : Alex Krycek
- Veronica Cartwright : Cassandra Spender
- Laurie Holden : Marita Covarrubias
- Don S. Williams : le premier aîné
- Brian Thompson : le chasseur de primes extraterrestre
- Jim Jansen : Dr. Heitz Werber
- John Neville : l'homme bien manucuré
- Chris Owens : Jeffrey Spender

### Épisode 14:Patient X,2epartie
- États-Unis : 8 mars 1998 sur FOX
- France : 15 octobre 1998 sur M6

- États-Unis : 19,98 millions de téléspectateurs (première diffusion)

- Mitch Pileggi : Walter Skinner
- Nicholas Lea : Alex Krycek
- Veronica Cartwright : Cassandra Spender
- Laurie Holden : Marita Covarrubias
- William B. Davis : l'homme à la cigarette
- Brian Thompson : le chasseur de primes extraterrestre
- Jim Jansen : Dr. Heitz Werber
- John Neville : l'homme bien manucuré
- Don S. Williams : le premier aîné
- George Murdock : le second aîné
- Chris Owens : Jeffrey Spender

### Épisode 15:Compagnons de route
- États-Unis : 29 mars 1998 sur FOX
- France : 22 octobre 1998 sur M6

- États-Unis : 15,06 millions de téléspectateurs (première diffusion)

- Brian Leckner (Hayes Michel)
- Garret Dillahunt (Edward Skur)
- Darren McGavin : Arthur Dales
- Fredric Lehne : Arthur Dales
- David Moreland : Roy Cohn
- Dean Aylesworth : Bill Mulder, jeune

- Dana Scully n'apparaît pas dans cet épisode.
- Fox Mulder fume pour la première fois dans la série.
- On apprend aussi l’origine du classement des affaires dites non-classées, les X-Files en VO, qui étaient rangées à la lettre X d'un tiroir (une lettre souvent vide).
- On voit à quelques reprises dans cet épisode que Mulder porte un jonc à l'annulaire gauche. En 1990, il est donc un homme marié.

### Épisode 16:L'Œil de l'esprit
- États-Unis : 19 avril 1998 sur FOX
- France : 22 octobre 1998 sur M6

- États-Unis : 16,53 millions de téléspectateurs (première diffusion)

- Lili Taylor : Marty Glenn
- Richard Fitzpatrick : Charles Wesley Gotts
- Blu Mankuma : l'inspecteur Pennock
- Henri Lubatti : Dr. Wilkenson

### Épisode 17:L'Âme en peine
- États-Unis : 26 avril 1998 sur FOX
- France : 5 novembre 1998 sur M6

- États-Unis : 13,44 millions de téléspectateurs (première diffusion)

- Glenn Morshower : Aaron Starkey
- Eric Keenleyside : Lance Kernof
- Jody Racicot : le Père Gregory
- Emily Perkins : Dara Kernoff / Paula Koklos / Roberta Dyer
- Lauren Diewold : Emily Sim

### Épisode 18:Les Nouveaux Spartiates
- États-Unis : 3 mai 1998 sur FOX
- France : 5 novembre 1998 sur M6

- États-Unis : 18,24 millions de téléspectateurs (première diffusion)

- Daniel von Bargen : Haley
- Michael MacRae : August Bremer
- Sam Anderson : Leamus
- Kett Turton : Brit

- Mulder utilise le pseudonyme « Kaplan » ; un clin d’œil au film La Mort aux trousses.
- Le titre original de l'épisode fait référence à une ancienne usine de productions d'armes chimiques aux États-Unis.

### Épisode 19:Folie à deux
- États-Unis : 10 mai 1998 sur FOX
- France : 12 novembre 1998 sur M6

- États-Unis : 17,63 millions de téléspectateurs (première diffusion)

- Mitch Pileggi : Walter Skinner
- Brian Markinson : Gary Lambert
- John Apicella : Greg Pincus
- Roger Cross : l'agent Rice
- Cynthia Preston : Nancy Aaronson
- Leslie Jones : Gretchen Starns
- Dmitry Chepovetsky : le superviseur

### Épisode 20:La Fin
- États-Unis : 17 mai 1998 sur FOX
- France : 12 novembre 1998 sur M6

- États-Unis : 18,76 millions de téléspectateurs (première diffusion)

- Mitch Pileggi : Walter Skinner
- William B. Davis : l'homme à la cigarette
- Nicholas Lea : Alex Krycek
- Mimi Rogers : Diana Fowley)
- Tom Braidwood : Melvin Frohike
- Dean Haglund : Richard Langly
- Bruce Harwood : John Fitzgerald Byers
- Jeff Gulka : Gibson Praise
- Chris Owens : Jeffrey Spender
- Don S. Williams : le premier aîné
- George Murdock : le second aîné
- John Moore : le troisième aîné
- John Neville : l'homme bien manucuré
- Martin Ferrero : l'assassin
- Michael Shamus Wiles : l'homme aux cheveux noirs
- Orest Blajkevitch : le Russe